# 풍운아 팔불출
"풍운아 팔불출"은 1982년에 개봉한 대한민국의 영화이다.

## 캐스팅
- 백일섭
- 선우은숙
- 방희
- 문오장
- 김민희
- 국정환
- 장칠근
- 김성환
- 김일란
- 최성관
- 서병헌
- 이예성
- 최일
- 임해림
- 추봉
- 장일환
- 한다영
- 김왕국
- 김대현
- 성명순
- 김동호
- 권일수
- 이정애
- 이진영